# (25292) 1998 WQ16
1998 دابليو كيو 16 (ويعرف أيضًا باسم (25292) 1998 دابليو كيو 16 وفق تسمية الكوكب الصغير) (بالإنجليزية: 1998 WQ16)‏ هو كويكب ضمن حزام الكويكبات؛ وترتيبه 25292 من حيث الاكتشاف.
اكتُشف هذا الجُرم الفلكي بواسطة بحث لنكولن عن الكويكبات القريبة من الأرض في 21 نوفمبر 1998.

## وصلات خارجية
- (25292) 1998 WQ16 في قاعدة بيانات مختبر الدفع النفاث لأجرام النظام الشمسي الصغيرة

- الاكتشاف · مخطط المدار ·  العناصر المدارية · المعلمات المادية

- (25292) 1998 WQ16 على موقع ويكي سكاي: DSS2, SDSS, GALEX, IRAS, Hydrogen α, X-Ray, Astrophoto, Sky Map, Articles and images